# Saussurea glacialis
Saussurea glacialis là một loài thực vật có hoa trong họ Cúc. Loài này được Herder miêu tả khoa học đầu tiên năm 1867.